# Epstein (Familienname)
Epstein (hebräisch אפשטיין) ist ein Familienname jüdischen Ursprungs, der ursprünglich im deutschsprachigen Mitteleuropa und in den slawischen Ländern Ostmitteleuropas verbreitet war.

## Namensträger

### A
- Alek Epstein (* 1975), russisch-israelischer Soziologe, Politikwissenschaftler und Historiker
- Alois Epstein (1849–1918), tschechischer Kinderarzt
- Anthony Epstein (Michael Anthony Epstein; 1921–2024), britischer Virologe
- Asaf Epstein (* 1978), israelischer Regisseur, Drehbuchautor und Filmproduzent

### B
- Barbara Epstein (1928–2006), US-amerikanische Herausgeberin
- Bernhard Epstein (* 1971), deutscher Dirigent
- Berthold Epstein (1890–1962), tschechoslowakischer Kinderarzt
- Betty Halff-Epstein (1905–1991), Schweizer Unternehmerin und Feministin
- Brian Epstein (1934–1967), britischer Geschäftsmann und Musikmanager

### C
- Catherine Epstein (* 1962), US-amerikanische Historikerin
- Charles J. Epstein (1933–2011), US-amerikanischer Genetiker
- Charlotte Epstein (1884–1938), US-amerikanische Schwimmerin
- Curt Epstein (1898–1976), deutscher Jurist und Beamter
- Cynthia Fuchs Epstein (* 1933), US-amerikanische Soziologin

### D
- David Epstein (* 1937), britischer Mathematiker
- Deborah Epstein (Regisseurin) (* 1955), Schweizer Schauspielerin
- Deborah Epstein, eigentlicher Name von SoShy (* 1982), französisch-amerikanische Singer-Songwriterin
- Dena Epstein (1916–2013), US-amerikanische Musikwissenschaftlerin
- Denis Epstein (* 1986), deutscher Fußballspieler
- Dieter Epstein (1952–2022), deutscher Fußballtrainer

### E
- Ed Epstein (* 1946), US-amerikanischer Jazzmusiker
- Edith Epstein (1905–1995), deutsche Juristin, siehe Edith Krojanker
- Edward Patrick Epstein (* 1946), US-amerikanischer Jazzmusiker, siehe Ed Epstein
- Edward Jay Epstein (1935–2024), US-amerikanischer Journalist
- Elisabeth Iwanowna Epstein (1879–1956), russische Malerin
- Ellen Epstein (1898–1942), deutsche Pianistin
- Emil Epstein (1875–1951), österreichischer Pathologe
- Ernestine Epstein (1859–1935), österreichische Sängerin (Sopran)
- Ernesto Epstein (1910–1997), argentinischer Pianist, Musikpädagoge und -schriftsteller
- Ernst Epstein (1881–1938), österreichischer Architekt

### F
- Friedrich Epstein (Fritz Epstein; 1882–1943), deutscher Chemiker
- Fritz Epstein (Architekt) (1877–1960), deutscher Architekt
- Fritz T. Epstein (1898–1979), deutscher Historiker

### G
- Gabriel Epstein (1918–2017), britischer Architekt und Stadtplaner
- Georg Epstein (1874–1942), deutscher Schriftsteller, siehe Georg Freiherr von Eppstein
- Gustav von Epstein (1828–1879), österreichischer Industrieller und Bankier

### H
- Hans Georg Epstein (1909–2002), deutsch-britischer Physikochemiker
- Hans Leo Epstein (1905–1967), deutscher Germanist und Literaturwissenschaftler
- Hedy Epstein (1924–2016), deutsch-US-amerikanische Bürgerrechtlerin
- Helen Epstein (* 1947), US-amerikanische Schriftstellerin
- Henri Epstein (1891–1944), polnischer Maler und Grafiker
- Hermine Epstein (1854–??), österreichische Sängerin (Alt)

### I
- Israel Epstein (1915–2005), chinesischer Journalist und Autor

### J
- Jackie Epstein (1934–2009), britischer Rennfahrer
- Jacob Epstein (Unternehmer) (1838–1919), deutscher Unternehmer
- Jacob Epstein (1880–1959), britischer Bildhauer und Zeichner
- Jakob Epstein (vor 1790–1843), polnischer Hospitalgründer und Philanthrop
- Jean Epstein (1897–1953), polnisch-französischer Filmregisseur
- Jechiel Michel Epstein (1829–1908), litauischer Rabbiner
- Jeffrey Epstein (1953–2019), US-amerikanischer Investmentbanker und verurteilter Sexualstraftäter
- Jehudo Epstein (1870–1945), österreichischer Maler
- Joseph Epstein (Physiker) (um 1862–1930), deutscher Physiker und Lehrer
- Joseph Epstein (Widerstandskämpfer) (1911–1944), polnisch-französischer Widerstandskämpfer
- Joseph Epstein (Essayist) (* 1937), US-amerikanischer Schriftsteller und Herausgeber
- Joshua Epstein (* 1940), israelisch-deutscher Violinist
- Judith Epstein, deutsche Immobilienunternehmerin und jüdische Funktionärin
- Julius Epstein (Pianist) (1832–1926), österreichisch-ungarischer Klavierpädagoge und Hochschullehrer
- Julius Epstein (Autor) (1901–1975), österreichisch-US-amerikanischer Journalist und Autor
- Julius Epstein (1926–2015), US-amerikanischer Musiker, siehe Epstein Brothers
- Julius J. Epstein (1909–2000), US-amerikanischer Drehbuchautor

### K
- Kalama Epstein (* 2000), US-amerikanischer Schauspieler
- Karl Epstein (* 1946), US-amerikanischer Regisseur
- Klaus Werner Epstein (1927–1967), deutsch-amerikanischer Historiker
- Kurt Epstein (1904–1975), tschechoslowakischer Wasserballspieler

### L
- Larry Epstein (* 1947), kanadischer Wirtschaftswissenschaftler und Hochschullehrer
- Laurent Epstein (* 1964), französischer Jazzmusiker
- Leon D. Epstein (1919–2006), US-amerikanischer Politikwissenschaftler
- Ludwig Epstein (1881–1951), deutscher Unternehmer

### M
- Marek Epstein (* 1975), tschechischer Drehbuchautor
- Maria Elisabeth Epstein (genannt Else; 1881–1948), deutsche Politikerin (DDP, CDU)
- Marion Epstein (1915–2014), US-amerikanische Mathematikerin und Hochschullehrerin
- Marti Epstein (* 1959), US-amerikanische Komponistin und Musikpädagogin
- Max Epstein (Schriftsteller) (1874–1948), deutscher Jurist und Schriftsteller
- Max Epstein (1912–2000), US-amerikanischer Musiker, siehe Epstein Brothers
- Michael Epstein (Regisseur) (20. Jh.), US-amerikanischer Filmregisseur
- Michael Anthony Epstein (1921–2024), britischer Virologe, siehe Anthony Epstein
- Michael Peter Epstein (* 1943), US-amerikanischer Baseballspieler
- Michael J. Epstein (* 1976), US-amerikanischer Filmemacher, Musiker und Schriftsteller
- Mitch Epstein (* 1952), US-amerikanischer Fotograf, Filmregisseur und Szenenbildner

### N
- Naphtali Epstein (Naphtali Herz Epstein; 1782–1852), deutscher Autor, Beamter und Verbandsfunktionär

### P
- Paul Epstein (Mathematiker) (1871–1939), deutscher Mathematiker
- Paul Epstein (Mediziner) (Paul Robert Epstein; 1943–2011), amerikanischer Mediziner und Gesundheitspolitiker
- Paul Sophus Epstein (1883–1966), polnisch-US-amerikanischer Physiker
- Pelta Moses Epstein (1745–1821), deutscher Rabbiner
- Peter Epstein (Musikwissenschaftler) (Paul Ernst Peter Epstein; 1901–1932), deutscher Musikwissenschaftler und Musikkritiker
- Peter Epstein (Musiker) (Peter Coleman Epstein; * 1967), US-amerikanischer Jazzmusiker und Hochschullehrer
- Philip G. Epstein (1909–1952), US-amerikanischer Drehbuchautor
- Philipp Christian Epstein (1834–1918), deutscher Politiker, MdL Nassau

### R
- Richard Epstein (Pianist) (1869–1919), Pianist
- Richard Allen Epstein (* 1943), US-amerikanischer Rechtswissenschaftler
- Richard Arnold Epstein (* 1927), US-amerikanischer Spieltheoretiker
- Rob Epstein (* 1955), US-amerikanischer Dokumentarist
- Robert Epstein (* 1953), US-amerikanischer Psychologe und Hochschullehrer

### S
- Sally Epstein (1907–1935), deutscher Malergehilfe und NS-Opfer
- Samuel Epstein (Chemiker) (1919–2001), kanadisch-US-amerikanischer Geochemiker
- Samuel Epstein (Mediziner) (1926–2018), britischer Mediziner
- Schachno Epstein (1883–1945), sowjetischer Journalist und Autor
- Seymour Epstein (1925–2016), US-amerikanischer Klinischer Psychologe
- Simon Epstein (* 1947), israelischer Historiker

### T
- Theo Epstein (* 1973), US-amerikanischer Manager und Sportfunktionär
- T. Scarlett Epstein (1922–2014), österreichisch-britische Sozialanthropologin

### W
- Walther Epstein (1874–1918), deutscher Architekt
- Werner Epstein (1903–1987), deutscher Maler und Grafiker
- Wilhelm Epstein (1860–1941), deutscher Physiker und Politiker